# 2009년 스루가만 지진
2009년 스루가만 지진(일본어: 駿河湾地震)은 2009년 8월 11일 오전 5시 7분(JST)에 일본의 스루가만 (오마에곶 해역)에서 발생한 지진이다. 지진 규모는 M6.5. 시즈오카현에서 최대 진도6약 (일본 기상청 진도 계급)를 기록했다. 시즈오카 현의 연안에서 최대 36cm의 쓰나미가 관측됐다. 이 지진은 도카이 지진의 예상 진원역에서 일어난 지진이라 도카이 지진과의 연관성이 거론되었다. 하지만 1979년 일본 기상청 내 지진방재대책강화지역판정위원회가 수립된 이후 사상 최초로 지진 당일 열린 기상청 긴급임시회견에서 도카이 지진은 판 경계간 지진인데 반해 2009년의 지진은 침강해 들어간 필리핀해판 내에서 일어난 해양판 내 지진으로 도카이 지진과의 관련성은 없다고 결론내렸다. 이 지진으로 1명이 사망하고, 319명이 부상했다.

## 진도
진도5약이상을 관측한 지역은 다음과 같다.
| 진도 | 도도부현   | 시정촌 |
| ---- | ---------- | --- |
| 6약  | 시즈오카현 | 오마에자키시 마키노하라시 야이즈시 이즈시                                                                                  |
| 5강  | 시즈오카현 | 히가시이즈정 마쓰자키정 니시이즈정 이즈노쿠니시 후지노미야시 시즈오카시 (스루가구 아오이구 시미즈구) 후쿠로이시 기쿠가와시 |
| 5약  | 나가노현   | 야스오카촌 |
| 5약  | 시즈오카현 | 시모다시 가와즈정 미나미이즈정 간나미정 누마즈시 나가이즈미정 시마다시 후지에다시 요시다정 이와타시 가케가와시             |

## 같이 보기
- 긴급지진속보
- 단층
- 일본의 지진 목록

## 참고 문헌
- 国立天文台 『理科年表 令和3年』 丸善 P.805 ISBN 978-4-621-30560-7